# Fédération de l'industrie horlogère suisse
 (octobre 2014).
Si vous disposez d'ouvrages ou d'articles de référence ou si vous connaissez des sites web de qualité traitant du thème abordé ici, merci de compléter l'article en donnant les références utiles à sa vérifiabilité et en les liant à la section « Notes et références ».
Pour les articles homonymes, voir FHS.
La Fédération de l'horlogerie suisse (FHS) est l'organisation faîtière de l'industrie horlogère suisse fondée en 1982 lors de la fusion de la Chambre suisse de l'horlogerie et de la Fédération horlogère suisse. 
Le siège de la FHS est situé à Bienne, dans le canton de Berne. Constituée sous la forme d'une association professionnelle de droit privé, elle regroupe plus de 500 membres, soit plus de 90 % de l'ensemble des fabricants suisses d'horlogerie (montres, horloges, mouvements, composants, etc.). La FHS représente cette industrie vis-à-vis des autorités, des médias et du public en général, en Suisse et dans le monde. 

## Buts
Les buts de la Fédération de l'industrie horlogère suisse sont : 
- contribuer à la défense et au développement de l'industrie horlogère suisse ;
- établir un lien permanent entre ses membres et promouvoir leurs intérêts communs ;
- représenter l'industrie horlogère suisse auprès des autorités et organisations économiques suisses, étrangères et internationales ;
- faire valoir les intérêts de ses membres lors de l'élaboration de législations nationales ou étrangères, ou lors de négociations internationales ;
- défendre en justice les intérêts de ses membres.

## Histoire

### Chambre suisse de l'horlogerie

#### Société intercantonale des industries du Jura (1876-1900)
Dans la deuxième moitié du XIXe siècle, une nécessité de regroupement sur le plan suisse commence à se faire sentir afin de pouvoir dialoguer avec les différentes organes de la Confédération. C'est ainsi que naît en 1869 l'Union suisse du commerce et de l'industrie. Les origines de la Chambre suisse de l'horlogerie remontent, elles, à 1876, lorsque a été fondée la Société intercantonale des industries du Jura, à l'initiative des députés aux Chambres fédérales des cantons de Vaud, Neuchâtel, Genève et Berne, rejoints pendant le processus de fondation par le canton de Soleure,. Le premier président est Hippolyte Étienne. Le premier objectif de la Société est la prise en compte des intérêts de cette industrie lors de la négociation de traités commerciaux, le développement de l'industrie horlogère américaine suscitant des craintes en Suisse. Elle est d'emblée reconnue par la Confédération comme la représentante des intérêts des industries jurassiennes. En mai 1878, la Société devient membre de l'Union suisse du commerce et de l'industrie. En 1886, un journal est créé, la Fédération horlogère suisse, qui devient ensuite l'organe de la Chambre suisse de l'horlogerie.

#### Chambre suisse de l'horlogerie (1900-1982)

##### Histoire
L'émergence progressive de chambres du commerce et de l'industrie dans les différents cantons et la concentration des activités de la Société dans le domaine de l'horlogerie et de branches annexes conduit à sa transformation en Chambre suisse de l'horlogerie et des industries annexes (bijouterie, orfèvrerie, joaillerie, boîtes à musique) en 1900. La Chambre suisse de l'horlogerie a son siège à La Chaux-de-Fonds. Les membres de cette Chambre ne sont pas les entreprises horlogères elles-mêmes, mais les chambres cantonales de commerce et d'industrie et les associations régionales de métier. Les associations patronales qui avaient progressivement rejoint la Société intercantonale des industries du Jura ne sont plus admises dans la nouvelle Chambre. La Chambre est financée par les cantons, qui nomment eux-mêmes les membres de son Assemblée. Cette nouvelle organisation provoque une perte de contact entre la Chambre et l'industrie qu'elle doit défendre, raison pour laquelle de nouveaux statuts sont adoptés en 1908. Les associations professionnelles sont réintégrées dans la Chambre dans le but d'assurer le lien avec et entre elles, mais les délégués continuent à être nommés par les cantons, tandis que le financement devient mixte. Le système de financement de la Chambre est à nouveau modifié en 1919 lors d'une nouvelle révision des statuts, et n'est ensuite plus changé jusqu'en 1948. Une modification majeure des statuts intervient alors puisque la Chambre suisse de l'horlogerie devient complètement indépendante de l'État, les cantons ne payant plus de cotisations et ne nommant plus de délégués. Ces derniers sont désormais nommés par les fédérations et associations de producteurs de l'industrie horlogère suisse, à savoir la Fédération horlogère suisse (1924, produits terminés), Ébauches SA (1926, ébauches), l'Union des associations de fabricants de parties détachées horlogères UBAH (1927, pièces annexes) et Association des fabricants de la montre Roskopf (1939). Jusqu'en 1962, Ébauches SA et l'UBAH sont minoritaires à l'Assemblée des délégués par rapport à la Fédération horlogère suisse et à l'Association des fabricants de la montre Roskopf. À partir de 1962, les deux parties ont le même nombre de délégués. Elle fusionne le 19 novembre 1982 avec la Fédération horlogère suisse pour former la Fédération de l'industrie horlogère suisse.

##### Présidents de la Chambre suisse de l'horlogerie
- 1900-1908 : Auguste Pettavel[4].
- 1908-1917 : Fritz Huguenin[5].
- 1917-1923 : Paul-Ernest Mosimann[6].
- 1923-1935 : Édouard Tissot[1],[7].
- 1935-1942 : Albert Rais[8].
- 1943-1945 : Max Petitpierre[9].
- 1945-1966 : Edgar Primault[10].
- 1967-1977 : Blaise Clerc[11].
- 1978-1989 : Pierre Renggli[12].

### Fédération horlogère suisse

#### Histoire
En 1924, neuf associations patronales horlogères régionales décident, sur l'impulsion de la Chambre suisse de l'horlogerie, de se regrouper pour fonder la Fédération des associations de fabricants d'horlogerie,. La même année, le Syndicat des fabricants suisses de montres or, créé en 1905, décide de rejoindre la Fédération. Le siège de la Fédération est fixé à Bienne. La fondation de cette Fédération intervient après des années d'une crise horlogère causée notamment par la baisse des prix des montres et une surproduction. Cette Fédération ne groupe que les producteurs de produits terminés. La Fédération horlogère suisse est ainsi l'une des composantes de la Chambre suisse de l'horlogerie. Elle fusionne le 19 novembre 1982 avec la Chambre suisse de l'horlogerie pour former la Fédération de l'industrie horlogère suisse. Son dernier président est Georges-Adrien Matthey.

#### Présidents de la Fédération horlogère suisse
- 1933-1957 : Maurice Vaucher[14].
- 1958-1977 : Gérard Bauer[15].
- 1978-1982 : Georges-Adrien Matthey[16].

### Fédération de l'industrie horlogère suisse
La Fédération de l'industrie horlogère suisse est née le 19 novembre 1982 de la fusion de la Chambre suisse de l'horlogerie et de la Fédération horlogère suisse. Le siège de la Fédération est fixé à Bienne et André Margot en devient le premier président. Au moment de sa fondation, la Fédération compte 35 employés au siège de Bienne, dix employés à l'étranger et une quinzaine de correspondants occasionnels dans différents pays.

## Représentations
Outre ceux de son siège principal en Suisse, la FHS maintient des bureaux à Hong Kong et au Japon.

## Publications
- Dictionnaire professionnel illustré de l'horlogerie